# Josef Weiß (Fußballspieler)
Josef Weiß (* 13. März 1952 in Freising) ist ein ehemaliger deutscher Fußballspieler.

## Sportliche Laufbahn
Mit 16 Jahren gelangte der Nachwuchsspieler Josef Weiß 1968 vom TSV Nandlstadt aus dem Landkreis Freising, für den er acht Jahre gespielt hatte, in die Jugendabteilung des FC Bayern München. Der 1,80 Meter große Abwehrspieler rückte zur Saison 1974/75 aus dem Amateurteam in den Profikader auf. Daneben erhielten aus der Bayern-Jugend noch Richard Mamajewski, Franz Michelberger und Günther Weiß Lizenzspielerverträge. Neben diesen vereinseigenen Perspektivspielern kamen noch für den Angriff des Europapokalsiegers des Jahres 1974 von Borussia Lippstadt Karl-Heinz Rummenigge und vom MSV Duisburg Klaus Wunder nach München. Der gelernte Bankkaufmann Josef Weiß kam erst unter Dettmar Cramer, dem Nachfolger des zum 2. Januar 1975 entlassenen Trainers Udo Lattek, zum Einsatz. Am 20. Spieltag, ausgetragen am 15. Februar 1975, debütierte Weiß beim 1:1-Unentschieden im Heimspiel gegen den VfB Stuttgart, als er in der 46. Minute für Franz Roth eingewechselt wurde. In seiner Premierensaison spielte er noch zehnmal in der Rückrunde – am Saisonende belegte er mit den Bayern den 10. Tabellenplatz. Höhepunkt seiner Laufbahn stellten die beiden Begegnungen im Europapokal der Landesmeister dar, als er im Halbfinalrückspiel, beim 2:0-Sieg gegen den AS St. Etienne und auch im Finale am 28. Mai 1975 in Paris gegen Leeds United für den Titelverteidiger zum Einsatz kam. In Paris wurde er beim 2:0-Sieg bereits in der 4. Minute für den verletzten Björn Andersson eingewechselt und gehörte damit der Bayern-Defensive an, der einer großer Anteil bei der Titelverteidigung gegen die Leeds-Offensive um Billy Bremner, Allan Clarke, Joe Jordan und Peter Lorimer zugeschrieben wird.
In der Folgesaison absolvierte Weiß 14 Bundesligaspiele und trug so zum dritten Platz in der Meisterschaft bei. Trainer Cramer baute auch im Halbfinalwiederholungsspiel des DFB-Pokals, das am 1. Juni 1976 mit 0:1 gegen den Hamburger SV verloren wurde, auf den Defensivakteur. Im dritten Finale in Folge, das die Bayern im Landesmeisterpokal 1975/76 erreichten, saß Weiß auf der Bank ohne eingewechselt zu werden, betrachtete sich aber als zugehörig zur Siegerelf und war im Laufe des Wettbewerbs auch einmal eingesetzt worden.
In seiner dritten Bundesligasaison, 1976/77, bestritt er weitere elf Punktspiele. Am 21. Dezember 1976 gehörte er der Mannschaft an, die im Rückspiel um den Weltpokal diesen vor 117.000 Zuschauern in Belo Horizonte mit einem torlosen Remis gegen Cruzeiro gewann. Der FC Bayern München trat dabei im Mittelfeld mit der Besetzung J. Weiß, Kapellmann, Torstensson und Rummenigge an. Mit dem Einsatz am 9. Spieltag, beim 7:1-Erfolg im Heimspiel gegen den FC Schalke 04, endete für ihn das „Kapitel Bundesliga“. In seinem letzten Bundesligaspiel am 24. September 1977 wurde er in der 86. Minute mit der Roten Karte des Feldes verwiesen und erhielt unter dem Trainer Gyula Lóránt – der Ungar übernahm den FC Bayern München ab dem 2. Dezember 1977 – keine Bewährungschance mehr in der Meisterschaft und im DFB-Pokal-Wettbewerb. Doch in fünf von sechs Spielen der Gruppe 2 in der einmaligen Sonderveranstaltung des Intertoto-Cup-Wettbewerbs wirkte er noch einmal mit. Weiß bestritt in der Zeit von 1974 bis 1978 beim FC Bayern München 37 Bundesliga-, vier DFB-Pokal-, fünf Europapokalspiele sowie eine Partien um den Weltpokal und fünf im Intertoto-Cup.
Zur Saison 1978/79 erhielt Weiß beim Zweitligisten FV 04 Würzburg einen Vertrag. Sportlich wurden es zwei turbulente Jahre mit ständigen Trainerwechseln – Rudi Kröner, Josef Becker, Helmut Siebert, Dieter Feldhoff, Heinz Bewersdorf, Helmut Siebert, István Sztani – und dem Abstieg nach der Saison 1979/80. Er gehörte neben Friedhelm Groppe, Günter Fürhoff und Walter Szaule dem Kreis der Stammspieler an. Weiß absolvierte von 1978 bis 1980 für Würzburg 74 Zweitligaspiele und erzielte ein Tor. Sein einziges als Profi erzielte er am 3. Mai 1980 (37. Spieltag) bei der 1:2-Niederlage im Auswärtsspiel gegen Kickers Offenbach mit dem Führungstreffer in der 26. Minute.
Seine letzte Station im Profifußball führte Weiß zur Saison 1980/81 nach Oberfranken zum Ligakonkurrenten SpVgg Bayreuth. Mit den Mitspielern Manfred Größler, Wolfgang Mahr und Uwe Sommerer absolvierte er 30 Zweitligaspiele und platzierte sich mit der Spielvereinigung im letzten Jahr der zweigleisigen 2. Liga auf dem neunten Tabellenplatz. Sein letztes Spiel absolvierte Weiß am 30. Mai 1981 (38. Spieltag) bei der 1:4-Niederlage im Heimspiel gegen die Stuttgarter Kickers und beendete im Sommer 1981 seine Profikarriere. In Vilshofen und auch im Alter von 50 Jahren spielte der Weltpokalgewinner im Amateurbereich weiter.

## Erfolge
- Weltpokal-Sieger 1976
- Europapokalsieger der Landesmeister 1975, 1976
- Dritter der Meisterschaft 1976